# 서북아시아
서북아시아는 아시아의 서북부 지역들을 뜻하며 공식적으로 지정된 용어는 아니지만 가리키는 범위들은 두 지역들로 분류된다.
- 과거에는 중앙아시아 서북부의 카자흐스탄, 러시아의 서시베리아(서시베리아 평원) 또는 소비에트 중앙아시아를 가리켰다.
- 현재는 튀르키예의 아나톨리아, 남카프카스 3국인 조지아, 아르메니아, 아제르바이잔, 이란의 남아제르바이잔을 가리킨다.